# Deutsche Möbelspedition
Die Deutsche Möbelspedition (DMS) ist ein deutsches, weltweit tätiges Dienstleistungsunternehmen im Bereich Transport, Umzug und Logistik mit Sitz in Berlin-Adlershof. Sie wurde 1968 von zunächst 21 Gesellschaftern (Transportunternehmen oder Umzugsunternehmen) als kooperatives Netzwerk gegründet. 2013 zählt die Deutsche Möbelspeditionen 7400 Mitarbeiter in 66 selbständigen Gesellschafterbetrieben an deutschlandweit 120 Standorten. In der DMS-Zentrale in Berlin sind derzeit 15 Mitarbeiter tätig.

## Geschichte
Ausgehend von der Idee der Zusammenarbeit im Laderaumausgleich (LRA), bei dem vorhandener Laderaum genutzt und Leerfahrten minimiert werden sollen, gründeten am 22. Mai 1968 auf Initiative von Dieter Reimold 21 mittelständische Möbelspeditionen die DMS Deutsche Möbelspedition GmbH & Co. KG.
Sinn und Zweck der Kooperation war ein Unternehmensmodell, bei dem sich inhabergeführte Speditionsunternehmen unter Wahrung ihrer Selbstständigkeit miteinander vernetzen und kooperativ zusammenarbeiten.

### Die ersten Jahre
1970 kam die DMS Mietmöbelwagen KG dazu, die Leihwagen für „do-it-yourself“-Umzüge anbot. Im Jahr 1974 folgte mit Fokus auf den internationalen Verkehr die DMS International. 1972 ließ die DMS als erste im Transportgewerbe ein Warenzeichen patentieren – das Pfeilviereck „Der kluge Umzug“.
1977 wurde die DMS beim Kartellamt als Mittelstandskartell eingetragen und nach § 3 GWB vom Kartellverbot freigestellt.

### Deutsch-deutsche Beziehungen
Nach der deutschen Wiedervereinigung eröffnete das Unternehmen 1990 eine Repräsentanz in Berlin. Leiter der DMS-Repräsentanz in Berlin war der spätere Geschäftsführer Wolfgang Worms. Ein Jahr später, anlässlich der DMS-Frühjahrstagung im Mai 1991, wurden in Saarbrücken die ersten 5 Speditionen aus den neuen Bundesländern als Gesellschafter in die DMS aufgenommen.

### Strukturreform
Mit dem Ziel einer homogenen Unternehmensstruktur, nach der alle Gesellschafter Kommanditisten der DMS-KG werden und sich die
DMS-GmbH auf reine Geschäftsführungsaufgaben durch den hauptamtlichen Geschäftsführer konzentriert, reformierte sich die DMS im Jahr 1993.
1995 wurden die ersten 16 DMS-Gesellschafterbetriebe im Bereich Umwelt- und Qualitätsmanagement nach der internationalen Norm DIN EN ISO 9001 zertifiziert. Sukzessive folgten die verbleibenden DMS-Betriebe. Seither sind die unternehmensübergreifenden Gruppen-Zertifizierungen für alle DMS-Gesellschafterbetriebe verpflichtend.

### Globale Vernetzung
Um die Jahrtausendwende suchte die DMS Kontakte mit Logistikunternehmen im Ausland aufzubauen. Aus dieser Initiative heraus schlossen sich im Juli 2001 die Britannia Movers International (Großbritannien), Les Gentlemen du Déménagements (Frankreich), Il Proffesioniste del Transloco (Italien), Mondial Movers (Niederlande) und die DMS Deutsche Möbelspedition zur EMG (European Moving Group) zusammen.
Es folgte im Jahr 2007 die Übernahme der OTB Overseas Transport GmbH, einem auf Überseeumzüge spezialisierten Transportunternehmen.

### Zentralisierung

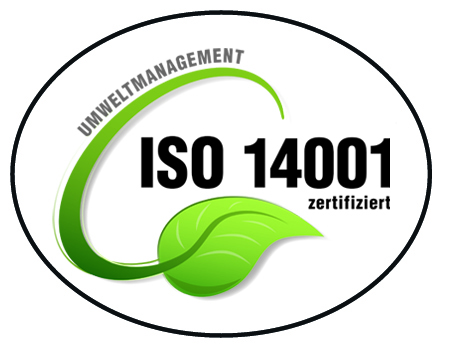
DMS Logo: internationale Umweltmanagementnorm

Zur Zentralisierung aller Aktivitäten wurden 2008 die bislang dezentral agierenden DMS-Büros – die DMS-Zentrale aus Düsseldorf, die DMS International mit Sitz in Bonn und die DMS-Repräsentanz in Berlin – zu einem Headquarters zusammengeschlossen.[„Vierzig Jahre Deutsche Möbelspedition (DMS): Bald schlagkräftiger denn je.“ (PDF; 386 kB)]
2010 beschlossen der Aufsichtsrat und die Geschäftsführung die Verschmelzung der eigenständigen Unternehmen DMS-Zentrale und der DMS-International nach dem Anwachsungsmodell.
Bis zur Erneuerung des Kartellrechts im Jahre 2005 war die DMS-Kooperationsgemeinschaft als so genanntes Mittelstandskartell eingetragen und somit förmlich vom Kartellverbot freigestellt. Mit der Reform des Kartellgesetzes entfiel die Freistellung, so dass die DMS-Unternehmen dazu verpflichtet waren, selbst ihre Kartellrechtskonformität festzustellen. Da dies eine gewisse Rechtsunsicherheit mit sich brachte, hat die DMS-Zentrale in Abstimmung mit dem Bundeskartellamt und in Zusammenarbeit mit einer Rechtskanzlei einen DMS-Ehrenkodex in die Geschäftsordnung und die Gesellschafterverträge implementiert.
Neben der allgemein gültigen Zertifizierung nach der internationalen Norm DIN EN ISO 9001 begannen 2012 die ersten 11 DMS-Gesellschafterbetriebe und die DMS-Zentrale mit der Zertifizierung der Unternehmen durch den TÜV Rheinland nach der internationalen Umweltmanagementnorm DIN ISO 14001.

## Organisation
Die Deutsche Möbelspedition DMS GmbH & Co. KG ist eine Kommanditgesellschaft aus derzeit 66 Gesellschafterbetrieben als Kommanditisten der DMS-KG. Die DMS-GmbH konzentriert sich demgegenüber auf reine Geschäftsführungsaufgaben, geführt durch den hauptamtlichen Geschäftsführer.

### Organe
Hauptamtliche Geschäftsführer
- Frank Landerbarthold (seit 07/2014)
- Wolfgang Worms (2014, Interim)
- Frank Dietz (2011–2013)
- Wolfgang Worms (2009–2011)
- Mike Allison (2005–2009)
- Bodo Meyer (1969–2005)

Vorstand der Geschäftsführung
- Dieter Reimold (1968–1992)
- Ernst-Diether Schrooten (1968–1972 und 1984–1988), Duisburg
- Hans-Jörg Schwarz (1971–1984), Göppingen
- Friedrich Schäfer (1972–1981), Hannover
- Friedrich Knopf (1981–1988), Ludwigsburg
- Peter Achnitz (1981–1988), Siegburg
- Karl-Hermann Schmitt (1988–1993), Böblingen

Vorsitzende des Beirats
(bis 1993)
- Karl Elsen (1968–1980), Wittlich
- Peter Achnitz (1980–1981), Siegburg
- Ernst-Diether Schrooten (1981–1984), Duisburg
- Karl-Hermann Schmitt (1985–1988), Böblingen
- Eberhard Benz (1988–1993), Reutlingen
- Bodo Meyer (1980–1993), Düsseldorf

Vorsitzende des Aufsichtsrats
(ab 1993)
- Alexander Benz (seit 05/2014 bis heute), Reutlingen
- Walter Müller (1993 – 05/2014), Opfenbach